# دانشگاه چیچستر
دانشگاه چیچستر (انگلیسی: University of Chichester) یک دانشگاه دولتی واقع در ساسکس غربی، در انگلستان است که در سال ۲۰۰۵ به دانشگاه تبدیل شد. پردیس‌های این دانشگاه در شهر چیچستر و در ساحل آن و همچنین در ساحلی نزدیک به باگنور رجیس و یک پردیس وابسته برای فراگیری موسیقی تجاری در جزیره وایت مستقر هستند.
دانشگاه چیچستر دارای ۱۴ بخش است که تخصص‌هایی مانند علوم انسانی، ورزش، تئاتر موزیکال و آموزش و پرورش را شامل می‌شود. پیشینه و میراث آن به قرن نوزدهم بازمی‌گردد؛ زمانی که در سال ۱۸۳۹ بنام کالج اسقف اطهر (Bishop Otter College) تأسیس شد. از سال ۲۰۱۳، هر دو پردیس از نظر بازسازی‌های ساختمانی نیز پیشرفت‌های گسترده‌ای را؛ با تأمین بودجه از طریق کمک‌های قرعه‌کشی ملی بریتانیا و دیگر نهادها، به خود دیده‌اند.
دانشگاه چیچستر عضو گروه کاتدلارها است. .